# Parafia św. Jana Chrzciciela i św. Wojciecha Biskupa Męczennika w Poświętnem
Parafia Świętego Jana Chrzciciela i Świętego Wojciecha Biskupa Męczennika w Poświętnem – parafia rzymskokatolicka należąca do dekanatu stanisławowskiego, diecezji warszawsko-praskiej, metropolii warszawskiej Kościoła katolickiego. 

## Historia
Erygowana 1 marca 1527 r. przez biskupa płockiego Rafała Leszczyńskiego jeszcze gdy Poświętne było częścią Cygowa. Dopiero później część wsi z kościołem zaczęto nazywać Poświętne. Prowadzą ją księża diecezjalni.
Kościół parafialny (XVI wiek)
Pierwszą świątynię ufundowali Maryna Ronczajska i jej synowie Andrzej i Stanisław, właściciele dzisiejszej wsi Ręczaje. Drewniany kościół pw. Św. Jana Chrzciciela i Św. Wojciecha wystawiono w 1526 r. W 1755 r. wichura zniszczyła kościół. 
Kościół parafialny (XVIII wiek)
Nowy, drewniany ufundował w 1762 r. właściciel Cygowa i cześnik ziemi warszawskiej Dyzma Szymanowski. We wrześniu 1939 r. kościół spłonął wraz z całą wsią podczas niemieckiego bombardowania. 
Tymczasowa kaplica (XX wiek)
W 1940 r. ks. Piotr Zajkowski zbudował tymczasową kaplicę.
Kościół parafialny (XX wiek)
W latach 1976–1979 trwała budowa współczesnego kościoła przez ks. prałata Mariana Pełkę. Świątynia została poświęcona 27 czerwca 2004 r. przez ks. bp Kazimierza Romaniuka. W 1997 r. Bp Kazimierz Romaniuk poświęcił dolny kościół, a w lipcu 2000 r. rozpoczęto prace nad górnym kościołem, co zajęło rok. Kościół ponownie został poświęcony przez Bp Kazimierz Romaniuk w 25 czerwca 2001 roku.

## Obszar parafii

### Miejscowości i ulice
W granicach parafii znajdują się miejscowości: Choiny, Cygów, Czubajowizna, Dąbrowica, Helenów, Józefin, Kielczykowizna, Kolno, Laskowizna, Nadbiel, Nowe Ręczaje, Nowy Cygów, Poświętne, Ręczaje Polskie, Rojków, Stróżki, Turze, Wola Cygowska, Wola Ręczajska, Wólka Dąbrowicka.